# John F. Lindley
John Franklin Lindley (* 29. August 1918 im Lyman County, South Dakota; † 23. April 1971 in Chamberlain, South Dakota) war ein US-amerikanischer Politiker. Zwischen 1959 und 1961 war er Vizegouverneur des Bundesstaates South Dakota.

## Werdegang
John Lindley besuchte die öffentlichen Schulen seiner Heimat. Im Jahr 1938 absolvierte er die Dakota Wesleyan University. Danach arbeitete er bis 1941 im General Accounting Office in Washington, D.C. Während des Zweiten Weltkrieges wurde er als Oberleutnant der United States Army auf dem europäischen Kriegsschauplatz eingesetzt und mit dem Purple Heart ausgezeichnet. Nach einem anschließenden Jurastudium an der University of South Dakota und seiner 1948 erfolgten Zulassung als Rechtsanwalt begann er in diesem Beruf zu arbeiten. Zwischenzeitlich war er auch Staatsanwalt im Brule County.
Politisch schloss sich Lindley der Demokratischen Partei an. In deren Jugendbewegung hatte er mehrere Ämter inne. Von 1951 bis 1952 saß er als Abgeordneter im Repräsentantenhaus von South Dakota; im August 1956 nahm er als Delegierter an der Democratic National Convention in Chicago teil. 1958 wurde er an der Seite von Ralph Herseth zum Vizegouverneur von South Dakota gewählt. Dieses Amt bekleidete er zwischen 1959 und 1961. Dabei war er Stellvertreter des Gouverneurs und Vorsitzender des Staatssenats.
Zwischen 1962 und 1964 war er ziviler Assistent des US-Heeresministers. Im Jahr 1964 bewarb er sich erfolglos um das Amt des Gouverneurs seines Staates. Lindley war Mitglied zahlreicher Organisationen und Vereinigungen, darunter einige Veteranenorganisationen und Anwaltsvereinigungen sowie die Freimaurer. Er starb am 23. April 1971 in Chamberlain, wo er auch beigesetzt wurde.